# Erateina
Erateina là một chi bướm đêm thuộc họ Geometridae.

## Hình ảnh

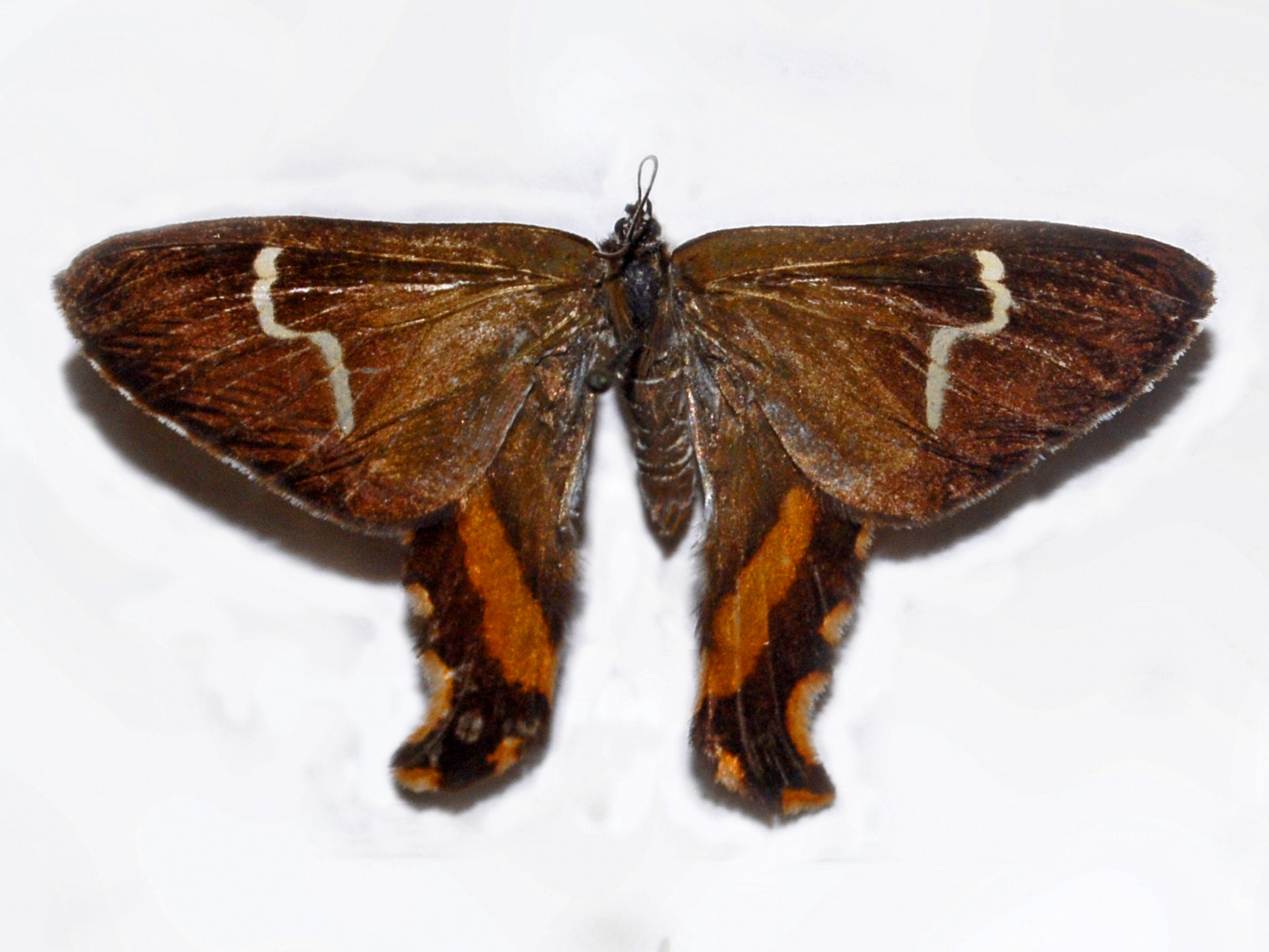
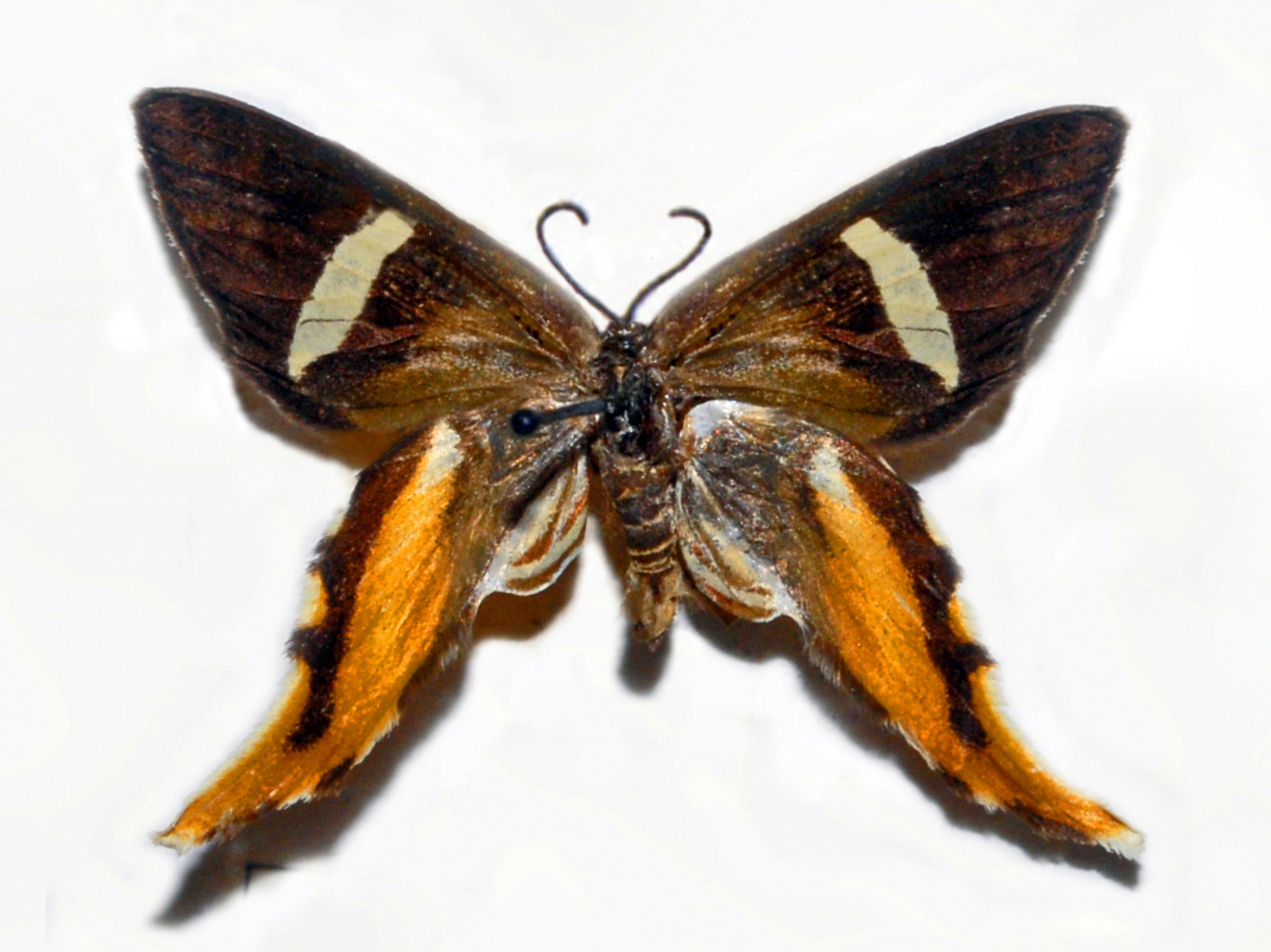